# Courbe pseudoholomorphe
 (mai 2020).
En topologie et en géométrie, une courbe pseudoholomorphe est une application d'une surface de Riemann, éventuellement à bord, dans une variété presque complexe satisfaisant les équations de Cauchy-Riemann. La régularité est imposée par la régularité de la structure presque complexe utilisée.
Introduites en 1985 par Mikhaïl Gromov, elles jouent un rôle central en géométrie symplectique, et interviennent en particulier dans la définition de l'homologie de Floer.

## Définition
Dans tout l'article, J désigne une structure presque complexe de classe Ck sur une variété différentielle M : autrement dit, J est un champ d'opérateurs sur l'espace tangent de M de classe Ck vérifiant J2=-Id. {\displaystyle \Sigma } est une surface de Riemann, éventuellement à bord ; j désigne la structure presque complexe associée. Par le théorème d'uniformisation, j équivaut à la donnée d'une structure conforme. Au besoin est introduit une forme d'aire dv sur la surface {\displaystyle \Sigma }, ce qui équivaut à spécifier une métrique riemannienne.
Une courbe pseudoholomorphe est une application ({\displaystyle \Sigma },j){\displaystyle \rightarrow }(M,J) vérifiant l'identité :
{\displaystyle du\circ j=J\circ du}.
Cette identité signifie exactement que la différentielle du : T{\displaystyle \Sigma \rightarrow }TM est un morphisme de fibrés vectoriels complexes.
La question de la régularité de u dans la définition est secondaire. L'application u est nécessairement de classe Ck-1.

### Énergie
En géométrie symplectique, étant donné une forme symplectique {\displaystyle \omega }, il est d'usage courant d'introduire une structure presque complexe J qui soit {\displaystyle \omega }-compatible.
{\displaystyle E(u)=\int _{\Sigma }{\frac {\|du\|^{2}}{2}}dv=\int _{\Sigma }f^{*}\omega }
Un premier point important est que la finitude de l'énergie autorise le prolongement des courbes pseudoholomorphes aux points où elles ne sont pas définies :
Théorème du relèvement des singularités — Soient (M,{\displaystyle \omega }) une variété symplectique compacte, et J une structure presque complexe {\displaystyle \omega }-compatible. Soit une courbe pseudoholomorphe u de domaine un voisinage ouvert épointé V-{0} de 0 dans C. Si u est d'énergie finie, autrement dit, si
{\displaystyle \int _{V-\{0\}}f^{*}\omega <\infty }
Alors u se prolonge (par continuité) en 0 en une courbe pseudoholomorphe définie sur V.
La preuve s'appuie sur des arguments de nature analytique. Par exemple, sous les hypothèses du théorème précédent, une courbe pseudoholomorphe C{\displaystyle \rightarrow }(M,J) d'énergie finie se prolonge en une sphère pseudoholomorphe S2=C{\displaystyle \cup \{\infty \}\rightarrow }(M,J).
Un deuxième point important est une propriété de quantification de l'énergie des sphères pseudoholomorphes :
Théorème —  Soient une variété symplectique compacte (M,{\displaystyle \omega }) et J une structure presque complexe {\displaystyle \omega }-compatible. Alors il existe un nombre fini de classes d'homotopie A dans H2(M,Z), telles que A puisse être représentée par une sphère pseudoholomorphe d'énergie inférieure à c
Ce résultat reste valable en remplaçant J par une famille compacte de structures presque complexes {\displaystyle \omega }-compatibles.

## Stabilité
Les courbes pseudoholomorphes présentent des propriétés de stabilité ou de compacité.
Soient une variété compacte M, et une suite Jn de structures presque complexes de classe C{\displaystyle \infty } convergent vers J au sens de la topologie C{\displaystyle \infty }. Pour une surface de Riemann {\displaystyle \Sigma }, soit une suite de courbes pseudoholomorphes un:{\displaystyle \Sigma \rightarrow }(M,Jn) telles que :
{\displaystyle \sup _{n}\|du_{n}\|_{L^{\infty }(K)}<\infty }
pour tout compact K de {\displaystyle \Sigma }. Alors, la suite un admet une sous-suite qui converge uniformément ainsi que toutes ses dérivées sur tout compact de {\displaystyle \Sigma }. La limite u est nécessairement une courbe pseudoholomorphe {\displaystyle \Sigma \rightarrow }(M,J).